# Ligue des champions de la CAF 2005
Navigation
Édition précédente Édition suivante
La Ligue des champions de la CAF 2005 est la 40e édition de la plus importante compétition africaine de clubs. Elle met aux prises les meilleures clubs de football du continent africain. Il s'agit également de la neuvième édition sous la dénomination Ligue des champions de la CAF.
Ce sont les Égyptiens d'Al Ahly SC qui remportent l'épreuve.

## Phase qualificative

### Tour préliminaire
| Équipe 1          | Résultat | Équipe 2                 | Aller | Retour | Tab   |
| ----------------- | -------- | ------------------------ | ----- | ------ | ----- |
| Asante Kotoko FC  | -        | Wallidan FC forfait      | -     | -      | -     |
| AS FAR            | 4 - 1    | ACS Ksar                 | 4 - 0 | 0 - 1  | -     |
| Djoliba AC        | 1 - 2    | AS Douanes               | 1 - 1 | 0 - 1  | -     |
| RC Bafoussam      | 3 - 0    | Donjo FC                 | 1 - 0 | 2 - 0  | -     |
| DC Motema Pembe   | 3 - 2    | Rayon Sports FC          | 3 - 0 | 0 - 2  | -     |
| Dolphin FC        | 3 - 1    | Renacimiento FC          | 3 - 0 | 0 - 1  | -     |
| Sagrada Esperança | 2 - 1    | AS Mangasport            | 0 - 0 | 2 - 1  | -     |
| AS Aviação        | 4 - 2    | Blue Waters FC           | 3 - 0 | 1 - 2  | -     |
| Tusker FC         | 7 - 1    | KMKM FC                  | 4 - 1 | 3 - 0  | -     |
| TP Mazembe        | 2 - 2    | ASFA Yennenga            | 2 - 0 | 0 - 2  | 4 - 5 |
| Ajax Cape Town FC | 2 - 1    | Mhlambanyatsi Rovers FC  | 1 - 0 | 1 - 1  | -     |
| ASC Diaraf        | 2 - 2E   | Fello Star               | 2 - 1 | 0 - 1  | -     |
| Al Hilal          | 3 - 2    | Awassa City FC           | 2 - 1 | 1 - 1  | -     |
| La Passe FC       | 3 - 6    | USJF Ravinala            | 2 - 2 | 1 - 4  | -     |
| Kaizer Chiefs FC  | 3 - 2    | AS Port-Louis 2000       | 2 - 0 | 1 - 2  | -     |
| Simba SC          | 3 - 2    | CF Nampula               | 2 - 1 | 1 - 1  | -     |
| CAPS United       | 8 - 4    | Lesotho Defence Force FC | 4 - 1 | 4 - 3  | -     |
| Red Arrows FC     | 0 - 0    | Diables noirs            | 0 - 0 | 0 - 0  | 3 - 2 |
| Al Olympic Zaouia | 4 - 3    | Renaissance FC           | 2 - 0 | 2 - 3  | -     |
| Villa SC          | 3 - 0    | Adulis Club              | 1 - 0 | 2 - 0  | -     |

### Premier tour
| Équipe 1          | Résultat | Équipe 2          | Aller | Retour | Tab   |
| ----------------- | -------- | ----------------- | ----- | ------ | ----- |
| Asante Kotoko FC  | 1 - 2    | AS FAR            | 1 - 0 | 0 - 2  | -     |
| AS Douanes        | 1 - 3    | ES Sahel          | 0 - 0 | 1 - 3  | -     |
| RC Bafoussam      | 2 - 3    | Africa Sports     | 1 - 0 | 1 - 3  | -     |
| DC Motema Pembe   | 1 - 3    | Raja CA           | 1 - 1 | 0 - 2  | -     |
| Dolphin FC        | 5 - 2    | Hearts of Oak SC  | 4 - 0 | 1 - 2  | -     |
| Sagrada Esperança | 2 - 3    | ASEC Mimosas      | 2 - 2 | 0 - 1  | -     |
| AS Aviação        | 2 - 1    | Coton Sport FC    | 2 - 0 | 0 - 1  | -     |
| Tusker FC         | 2 - 3    | Zamalek SC        | 1 - 0 | 1 - 3  | -     |
| ASFA Yennenga     | 1 - 1    | Ajax Cape Town FC | 1 - 0 | 0 - 1  | 3 - 5 |
| Fello Star        | 1 - 0    | JS Kabylie        | 1 - 0 | 0 - 0  | -     |
| Al Hilal          | 3 - 5    | ES Tunis          | 2 - 0 | 1 - 5  | -     |
| USJF Ravinala     | 1 - 5    | Kaizer Chiefs FC  | 0 - 1 | 1 - 4  | -     |
| Simba SC          | 1 - 5    | Enyimba FC        | 1 - 1 | 0 - 4  | -     |
| CAPS United       | 2 - 3    | Red Arrows FC     | 1 - 1 | 1 - 2  | -     |
| Al Olympic Zaouia | 0 - 7    | USM Alger         | 0 - 2 | 0 - 5  | -     |
| Villa SC          | 0 - 6    | Al Ahly SC        | 0 - 0 | 0 - 6  | -     |

### Deuxième tour
| Équipe 1          | Résultat | Équipe 2         | Aller | Retour | Tab   |
| ----------------- | -------- | ---------------- | ----- | ------ | ----- |
| AS FAR            | 1 - 2    | ES Sahel         | 1 - 0 | 0 - 2  | -     |
| Africa Sports     | 1 - 2    | Raja CA          | 1 - 1 | 0 - 1  | -     |
| Dolphin FC        | 2 - 2    | ASEC Mimosas     | 2 - 0 | 0 - 2  | 3 - 5 |
| AS Aviação        | 1 - 3    | Zamalek SC       | 1 - 1 | 0 - 2  | -     |
| Ajax Cape Town FC | 2 - 2    | Fello Star       | 2 - 0 | 0 - 2  | 3 - 2 |
| ES Tunis          | 5 - 2    | Kaizer Chiefs FC | 4 - 0 | 1 - 2  | -     |
| Enyimba FC        | 9 - 1    | Red Arrows FC    | 3 - 0 | 6 - 1  | -     |
| USM Alger         | 2 - 3    | Al Ahly SC       | 0 - 1 | 2 - 2  | -     |

## Phase de groupes

### Groupe A
| Rang | Équipe            | Pts | J | G | N | P | Bp | Bc | Diff |  | Résultats (▼ dom., ► ext.) |     |     |     |     |
| ---- | ----------------- | --- | - | - | - | - | -- | -- | ---- |  | -------------------------- | --- | --- | --- | --- |
| 1    | Al Ahly SC        | 14  | 6 | 4 | 2 | 0 | 7  | 2  | +5   |  | Al Ahly SC                 |     | 1-0 | 2-1 | 2-0 |
| 2    | Raja CA           | 8   | 6 | 2 | 2 | 2 | 6  | 5  | +1   |  | Raja CA                    | 1-1 |     | 1-0 | 1-1 |
| 3    | Enyimba FC        | 7   | 6 | 2 | 1 | 3 | 6  | 5  | +1   |  | Enyimba FC                 | 0-1 | 2-0 |     | 2-0 |
| 4    | Ajax Cape Town FC | 3   | 6 | 0 | 3 | 3 | 2  | 9  | -7   |  | Ajax Cape Town FC          | 0-0 | 0-3 | 1-1 |     |

### Groupe B
| Rang | Équipe       | Pts | J | G | N | P | Bp | Bc | Diff |  | Résultats (▼ dom., ► ext.) |     |     |     |     |
| ---- | ------------ | --- | - | - | - | - | -- | -- | ---- |  | -------------------------- | --- | --- | --- | --- |
| 1    | ES Sahel     | 10  | 6 | 2 | 4 | 0 | 7  | 5  | +2   |  | ES Sahel                   |     | 2-1 | 2-1 | 0-0 |
| 2    | Zamalek SC   | 9   | 6 | 2 | 3 | 1 | 8  | 7  | +1   |  | Zamalek SC                 | 1-1 |     | 2-1 | 1-1 |
| 3    | ASEC Mimosas | 6   | 6 | 1 | 3 | 2 | 5  | 6  | -1   |  | ASEC Mimosas               | 1-1 | 1-1 |     | 1-0 |
| 4    | ES Tunis     | 4   | 6 | 0 | 4 | 2 | 3  | 5  | -2   |  | ES Tunis                   | 1-1 | 1-2 | 0-0 |     |

## Phase finale

### Demi-finales
| Équipe 1   | Résultat | Équipe 2   | Aller | Retour |
| ---------- | -------- | ---------- | ----- | ------ |
| Zamalek SC | 1 - 4    | Al Ahly SC | 1 - 2 | 0 - 2  |
| Raja CA    | 0 - 2    | ES Sahel   | 0 - 1 | 0 - 1  |

### Finale
| Aller           | ES Sahel | 0 - 0 | Al Ahly SC | Stade olympique, Sousse                               |                                                       |
| 29 octobre 2005 |          |       |            | Spectateurs : 20 000 Arbitrage : Abderrahim El Arjoun | Spectateurs : 20 000 Arbitrage : Abderrahim El Arjoun |
| 29 octobre 2005 | Rapport  |       |            | Spectateurs : 20 000 Arbitrage : Abderrahim El Arjoun | Spectateurs : 20 000 Arbitrage : Abderrahim El Arjoun |

| Retour           | Al Ahly SC                                | 3 - 0 | ES Sahel | Stade de l'Académie militaire, Le Caire       |                                               |
| 12 novembre 2005 | Aboutrika 20e · Hosny 51e · Barakat 90+2e |       |          | Spectateurs : 35 000 Arbitrage : Lassina Paré | Spectateurs : 35 000 Arbitrage : Lassina Paré |
| 12 novembre 2005 | Rapport                                   |       |          | Spectateurs : 35 000 Arbitrage : Lassina Paré | Spectateurs : 35 000 Arbitrage : Lassina Paré |

## Vainqueur
| Ligue des champions de la CAF Vainqueur 2005 |
| -------------------------------------------- |
| Al Ahly SC Quatrième titre                   |